# Задеріївська сільська рада
Задері́ївська сільська́ ра́да — адміністративно-територіальна одиниця та орган місцевого самоврядування в Ріпкинському районі Чернігівської області. Адміністративний центр — село Задеріївка.

## Загальні відомості
Задеріївська сільська рада утворена у 1980 році.
- Територія ради: 102,9 км²
- Населення ради: 535 осіб (станом на 2001 рік)

## Населені пункти
Сільській раді були підпорядковані населені пункти:
- с. Задеріївка (менше 300 на 2019)
- с. Кам'янка (90 на 2001)
- с. Пізнопали (7 чол на 2019)
- с. Плехтіївка (2 чол на 2019)
- с. Суслівка (52 чол на 2001)

## Склад ради
Рада складалася з 12 депутатів та голови.
- Голова ради:  Сусло Любов Іванівна
- Секретар ради: Савенко Алла Михайлівна

### Керівний склад попередніх скликань
| Прізвище, ім'я, по батькові | Основні відомості                                                         | Дата обрання | Дата звільнення |
| --------------------------- | ------------------------------------------------------------------------- | ------------ | --------------- |
| Ходаш Олексій Миколайович   | Сільський голова, 1955 року народження, освіта вища, член Народної партії | 26.03.2006   | 31.10.2010      |
| Ходаш Олексій Миколайович   | Сільський голова, 1955 року народження, освіта вища, член Партії регіонів | 31.10.2010   | 26.02.2015      |

Примітка: таблиця складена за даними сайту Верховної Ради України

### Депутати
За результатами місцевих виборів 2010 року депутатами ради стали:

#### За суб'єктами висування
| Суб'єкт висування                                       | Кількість обраних депутатів | %    |
| ------------------------------------------------------- | --------------------------- | ---- |
| Партія регіонів                                         | 11                          | 91,7 |
| Політична партія Всеукраїнське об'єднання «Батьківщина» | 1                           | 8,3  |

#### За округами
| № округу                                                | Прізвище, ім'я, по батькові       | Дата визнання обраним | Освіта  | Партійна приналежність                        | Відомості про обраного депутата                        |
| ------------------------------------------------------- | --------------------------------- | --------------------- | ------- | --------------------------------------------- | ------------------------------------------------------ |
| Партія регіонів                                         |                                   |                       |         |                                               |                                                        |
| 1                                                       | Слободська Світлана Володимирівна | 02.11.2010            | вища    | член Партії регіонів                          | Задеріївське відділення поштового зв'язку, завідувачка |
| 2                                                       | Атюшев Євген Павлович             | 02.11.2010            | середня | член Партії регіонів                          | тимчасово не працює                                    |
| 3                                                       | Ісаєнко Тетяна Михайлівна         | 02.11.2010            | вища    | член Партії регіонів                          | Задеріївський сільський клуб, завідувачка              |
| 4                                                       | Решняк Світлана Олексіївна        | 02.11.2010            | вища    | член Партії регіонів                          | тимчасово не працює                                    |
| 5                                                       | Силенок Павло Миколайович         | 02.11.2010            | середня | член Партії регіонів                          | Задеріївська загальноосвітня школа, опалювач           |
| 7                                                       | Савенко Алла Михайлівна           | 02.11.2010            | вища    | член Партії регіонів                          | тимчасово не працює                                    |
| 8                                                       | Максименко Алла Миколаївна        | 02.11.2010            | вища    | член Партії регіонів                          | ТОВ «Ім. Попудренка», бухгалтер                        |
| 9                                                       | Потапович Надія Василівна         | 02.11.2010            | вища    | член Партії регіонів                          | Задеріївська сільська рада, секретар                   |
| 10                                                      | Штучко Валентина Григорівна       | 02.11.2010            | середня | член Партії регіонів                          | Задеріївське відділення поштового зв'язку, листоноша   |
| 11                                                      | Сусло Любов Іванівна              | 02.11.2010            | вища    | член Партії регіонів                          | тимчасово не працює                                    |
| 12                                                      | Баран Петро Петрович              | 02.11.2010            | середня | член Партії регіонів                          | тимчасово не працює                                    |
| Політична партія Всеукраїнське об'єднання «Батьківщина» |                                   |                       |         |                                               |                                                        |
| 6                                                       | Петренко Тетяна Михайлівна        | 02.11.2010            | вища    | член Всеукраїнського об'єднання «Батьківщина» | Задеріївська загальноосвітня школа, вчитель            |